# National Basketball Federation of Trinidad and Tobago
Der Basketballverband von Trinidad und Tobago ist dort der offizielle Basketballverband.  Er hat seinen Sitz in Trinidad (West Indies).

## Geschichte und Aufgaben
Der Verband ist seit 1958 Mitglied der Fédération Internationale de Basketball (FIBA) und damit auch Mitglied der FIBA Amerika. Präsident des Verbandes ist zur Zeit Jason Hills. Sein Generalsekretär ist Clayton Blackman.
Der Verband ist für die Organisation, Leitung und Entwicklung des Basketballsports auf Trinidad und Tobago verantwortlich. Der Verband vertritt den Basketballsport gegenüber Behörden sowie nationalen und internationalen Sportorganisationen.
Zusätzlich verteidigt der Verband auch die moralischen und materiellen Interessen des Trinidad-tobagischen Basketballs. Der Verband organisiert die Nationale Meisterschaft und ist für die Basketballnationalmannschaft von Trinidad und Tobago und die Basketballnationalmannschaft der Damen von Trinidad und Tobago verantwortlich.

## Fakten zum Verband
| Kriterium               | Fakten           |
| ----------------------- | ---------------- |
| Gründungsjahr           |                  |
| Jahr des FIBA-Beitritts | 1958             |
| Kontinental Verband     | FIBA Amerika     |
| Sitz des Verbandes      | Trinidad (Insel) |
| Präsident               | Jason Hills      |
| Generalsekretär         | Clayton Blackman |
| Höchste Liga            |                  |
| Sonstiges               |                  |